# Sketches (EP)
Sketches é o EP de estreia da cantora curitibana Jenni Mosello, lançado em 28 de maio de 2015 de maneira independente. O álbum, que conta com 5 canções autorais em inglês, possui grande influência de Jazz, Blues e Soul.
Perante o lançamento de Sketches, Mosello passou a receber grande atenção da mídia paranaense, que a denominou como uma revelação no cenário musical do país, e a demanda por seu trabalho cresceu.

## Gravação
Anteriormente vocalista da banda Open Jazz, um projeto paralelo na qual é vocalista, Mosello lançou seu primeiro single, intitulado "I'm Not the One Who's Gonna Cry", no final de 2014, o que acabou por impulsionar a artista a investir em sua carreira solo. Entre novembro de 2014 e março de 2015, a artista compôs três canções para o álbum ("Work It Out", "Let it Burn" e "Runaway"), em parceria com seu namorado, o baterista Lucas Vaz Machado, além de contar com a contribuição do cantor curitibano Ricardo Maranhão na faixa "Happy Again" e do compositor canadense James Bryan, conhecido por seu trabalho com Nelly Furtado e Backstreet Boys, na faixa "Look Me in the Eyes". O álbum foi gravado e mixado no estúdio 3x7, em Curitiba, e contou com produção da dupla Alexy Viegas e Maycon Ananias.
A primeira faixa do trabalho divulgada ao público foi "Work It Out", em 21 de maio de 2015, uma semana antes do lançamento do álbum completo.

## Processo de composição
Mosello é frequentemente questionada por sua preferência pelo idioma inglês no seu processo de composição. Ela credita essa tendência às suas influências musicais mais importantes, o Blues, o Soul e o Jazz, gêneros musicais pautados principalmente na língua inglesa. Em relação às letras e melodias, ela cita determinada fluidez espontânea na criação de seu material autoral. "Geralmente as músicas surgem como pequenas histórias em forma de melodias, sem horários certos ou rituais a serem praticados. É só o coração estar batendo bem que a caneta vai riscar o papel com certeza", afirma.

## Divulgação
Embora a cantora não tenha entrado em turnê pelo país, Mosello apresentou diversos shows promocionais ao álbum em Curitiba, cidade na qual reside. O show de estreia ocorreu no Museu Oscar Niemeyer em junho de 2015, e contou com ingressos esgotados; uma segunda sessão foi realizada devido a alta demanda. A canção "Happy Again" foi apresentada ao vivo apenas em ocasiões específicas. O último show de divulgação de Sketches foi realizado em março de 2016, enquanto Mosello preparava-se para posteriormente participar do reality show X Factor Brasil.
Nenhum single foi oficialmente retirado do EP. A cantora, entretanto, lançou videoclipes para as canções "Work It Out" e "Look Me in the Eyes". Um videoclipe ao vivo da canção "Runaway" foi gravado em 30 de novembro de 2015 e lançado logo em seguida pelo projeto artístico curitibano International House of Cinema, mas após pouco tempo no ar foi removido por razões desconhecidas.

## Lista de faixas
| N.º            | Título                | Compositor(es)                    | Duração |  |
| 1.             | "Work It Out"         | Jenni Mosello e Lucas Vaz Machado | 2:58    |  |
| 2.             | "Look Me in the Eyes" | James Bryan                       | 3:30    |  |
| 3.             | "Happy Again"         | Ricardo Maranhão                  | 3:07    |  |
| 4.             | "Let it Burn"         | Jenni Mosello e Lucas Vaz Machado | 2:52    |  |
| 5.             | "Runaway"             | Jenni Mosello e Lucas Vaz Machado | 3:13    |  |
| Duração total: | Duração total:        | Duração total:                    | 15:29   |  |